# Antoni Buades Fiol
Antonio Buades Fiol (Palma, Mallorca, 21 de setembre de 1923 – 9 de juliol de 2000) és un industrial i polític mallorquí.

## Biografia
Fill de l'empresari Antoni Buades Ferrer, el 1942 es graduà com a professor mercantil a l'Escola de Comerç de Palma. Des de 1943 treballà a l'empresa familiar coneguda com a Can Buades, de la que en fou gerent i director general de 1966 a 1974, així com d'altre empreses del grup familiar. Va estar vinculat a la Cambra de Comerç, Indústria i Navegació de Mallorca, Eivissa i Formentera, de la que en fou vicepresident de 1966 a 1976 i president de 1976 a 1986.
Entre 1979 i 1985 ha estat vicepresident del Foment de Turisme de Mallorca i del Cercle Mallorquí. De 1965 a 1980 ha estat vocal del consell palmesà de Banc Atlàntic i el 1976 fundà i presidí fins a 1985 la Federació de Golf de les Illes Balears.
Políticament milità a la Unió Liberal de Pedro Schwartz Girón. A les eleccions generals espanyoles de 1986 fou escollit senador per Mallorca dins la Coalició Popular. Fou vocal de la Comissió d'Indústria i Energia, Comerç i Turisme del Senat d'Espanya. El març de 1986 s'incorpora definitivament a Alianza Popular (després Partido Popular) i participà en la fundació de l'Associació d'Industrials de Mallorca (ASIMA). Fins a la seva jubilació participà en els consells d'administració d'empreses com Industrial Tèxtil Mediterrània, Industrial Brodadora, Brodats Mallorca i Hotelera Insular.